# Stilbops vetulus
Stilbops vetulus är en stekelart som först beskrevs av Johann Ludwig Christian Gravenhorst 1829.  Stilbops vetulus ingår i släktet Stilbops och familjen brokparasitsteklar. Arten är reproducerande i Sverige. Inga underarter finns listade i Catalogue of Life.